# Jan-Krzysztof Duda
Jan-Krzysztof Duda (Cracóvia, 26 de abril de 1998) é um grande mestre polonês. Obteve o título de Grande Mestre em 2013, aos 15 anos e 21 dias. Venceu o Campeonato Polonês de Xadrez em 2018 e a Copa do Mundo de Xadrez de 2021. Ele ganhou a medalha de bronze  no Campeonato Europeu de Xadrez por Equipe em 2021 e também competiu no Torneio de Candidatos de 2022, terminando em sétimo lugar.